# Colin Petersen
Frederick Colin Petersen (Kingaroy, 24 marzo 1946 – Sydney, 18 novembre 2024) è stato un batterista australiano.

## Biografia
Originario del Queensland, da piccolo recitò come attore bambino, apparendo in film quali Smiley di Anthony Kimmins (1956), The Scamp di Wolf Rilla (1957) e A Cry from the Streets di Lewis Gilbert (1958). Da ragazzo conobbe Barry Gibb, Robin Gibb e Maurice Gibb, in seguito membri dei Bee Gees.
Nel 1966 si trasferì in Inghilterra e cominciò a collaborare con i suoi amici Bee Gees. Partecipò agli album Bee Gees 1st, Horizontal, Idea, Odessa e Cucumber Castle.
Nel 1970 prese parte alla formazione del gruppo folk rock Humpy Bong insieme a Jonathan Kelly e Tim Staffell. La band produsse solo un 7".